# Покривне пір'я

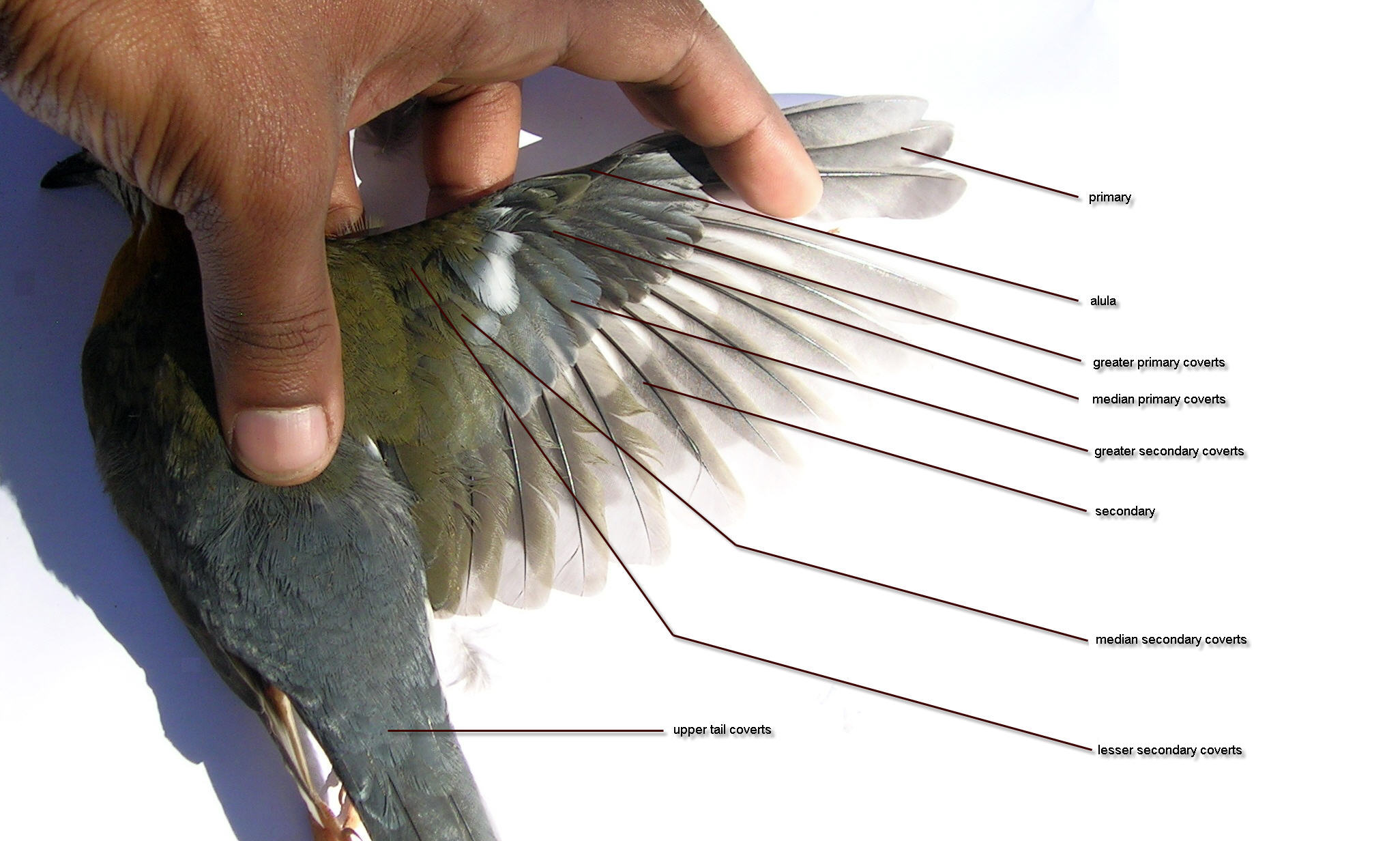
Верхня частина крила оранжевоголового дрозда (Zoothera citrina cyanotus)

Покривне пір'я — пір'я птахів, що, як пропонує назва, вкриває махове пір'я. Покривне пір'я допомагає згладити поверхню та, зокрема, забезпечити гладку течію повітря при польоті.

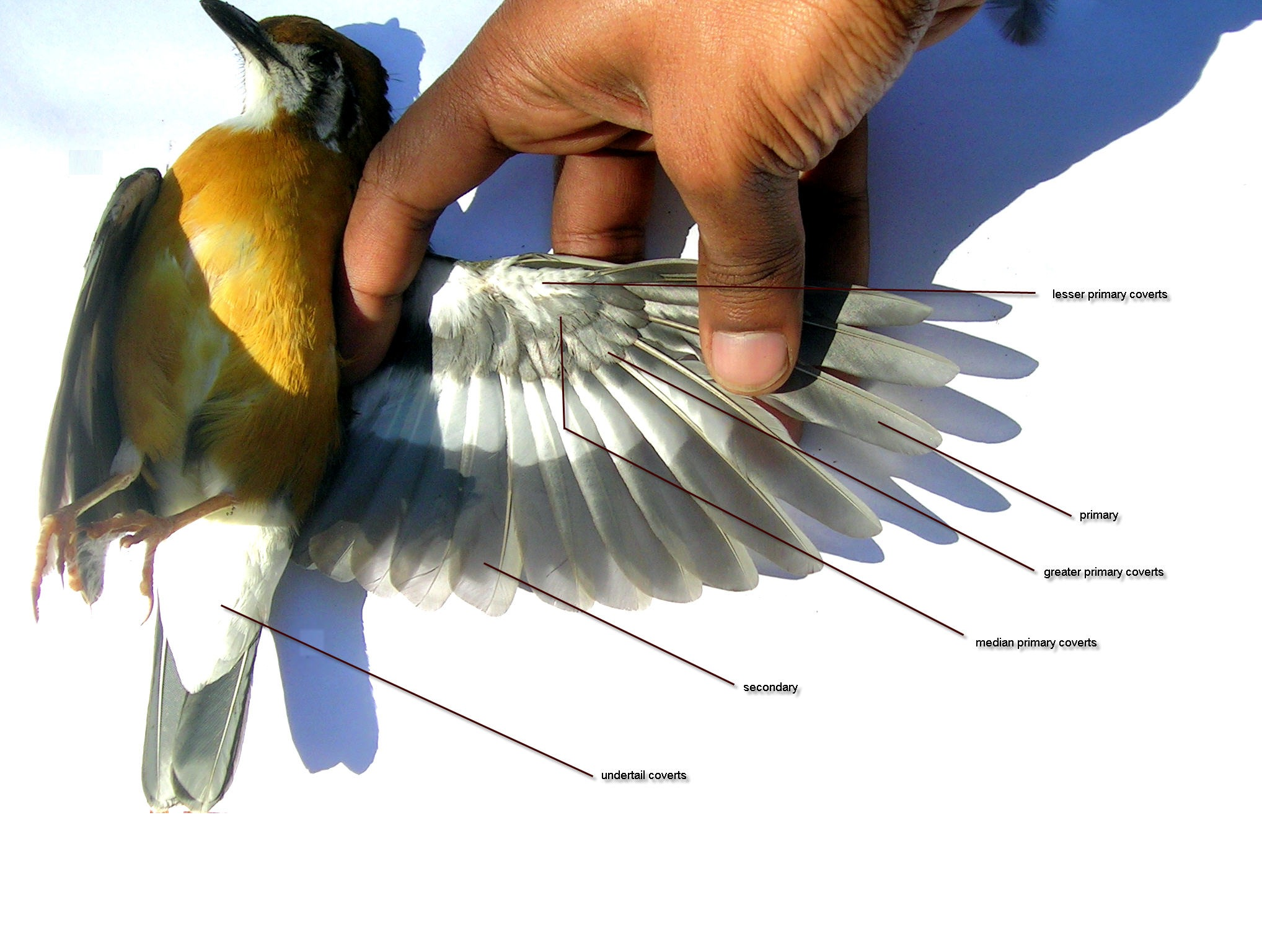
Нижня частина крил оранжевоголового дрозда

## Покривне пір'я крил
Покривне пір'я верхньої частини крил поділяється на дві групи: внутрішнє, що перекриває махове другого порядку, відоме як покривне другого порядку, та зовнішнє, що перекриває махове першого порядку, відоме як покривне першого порядку. Кожна група складається з кількох рядів. Найдовше крайнє відоме як велике покривне, а наступних рядів — як середнє і мале покривне. Нижня частина крил має такі ж групи покривного пір'я, що називається нижнім для розрізнення. Крім того, на передньому краю крила існує група пір'я, відома як маргінальне покривне. Всі ці групи пір'я перекриваються, формуючи гладку поверхню.

## Покривне пір'я хвоста
Покривне пір'я хвоста вкриває основу хвоста зверху і знизу. Інколи це пір'я більш спеціалізоване, так хвіст павичів є видозміненим покривним пір'ям верхньої частини хвоста.